# Papiro Vindobonense Griego 39777
El Papirus Vindobonensis Graecus 39777 designado como SymP.Vindob.G.39777 – es un fragmento de un manuscrito en griego del Libro de Salmos de la traducción de Símaco. Por eso no es un manuscrito de la Septuaginta. Se escribió en papiro con la forma de rollo. El papiro contiene fragmentos de Salmo 69 y Salmo 81 (según la numeración de la Septuaginta es Salmo 68 y 80).
El P.Vindob.G.39777 está fechado a finales del siglo III o inicios del siglo IV. 

## Historia
Fue publicado por el Dr. Carl Wessely en su obra Studien zur Palaeographie und Papyruskunde, Vol. XI., Leipzig, 1911, pág. 171. 

## Descripción
El papiro contiene el tetragrámaton escrito con caracteres hebreos en los siguientes lugares: Sl 69,13.30.31. La traducción Símaco era parte de la Hexapla y Tetrapli, la obra contiene las traducciones de la Biblia hebrea al griego, esto fue escrito por Orígenes. Según Bruce M. Metzger la traducción griega de la Biblia Hebrea preparada por Símaco fue realizada con un diferente método que la traducción de Aquila, porque su intención no era una traducción literal, sino un elegante mensaje del texto hebreo en griego.

## Ubicación actual
El Papiro Vindobonensis Graecus 39777 se guarda en la Biblioteca Nacional de Austria en Viena como el (P. Vindob. G. 39777).